# Albtalbahn 51–56
Die Triebwagen 51–56 der meterspurigen Albtalbahn waren Elektrotriebwagen für den Nebenbahnbetrieb. Die sechs Triebwagen, die sich eng an die Bauform von Straßenbahnen anlehnten, wurden von der Union Elektricitäts-Gesellschaft und Van der Zypen & Charlier 1898 hergestellt und ausgeliefert. Sie waren die ersten elektrischen Fahrzeuge für die meterspurige Albtalbahn.
Die Fahrzeuge wurden bis zum Umbau der Albtalbahn auf Betrieb mit Wechselspannung betrieben und dann ausgemustert.

## Geschichte
Auf Grund der starken Rauchbelästigung in der Karlsruher Innenstadt mit den Dampfzügen der Albtalbahn befasste man sich schon sehr früh mit den Möglichkeiten einer Elektrifizierung. Bereits im Januar 1898 wurde der Beschluss gefasst, zwischen den Stationen Karlsruhe Albtalbahnhof und Bahnhof Ettlingen Stadt eine mit Gleichspannung 550 V elektrifizierte Stadtbahnlinie zu schaffen. Schon im Juli 1898 wurden die sechs bestellten Fahrzeuge geliefert. Nach Fertigstellung aller Arbeiten für einen elektrischen Betrieb konnte dann zum 1. Dezember des Jahres der Betrieb aufgenommen werden. Gleichzeitig wurden mit den Triebwagen auch sechs im Aussehen ähnliche Beiwagen beschafft.
Die Fahrzeuge, zur Anlieferungszeit mit offener Fahrerbühne und mit Rollenstromabnehmer ausgerüstet, wurden in der Folgezeit mehrfach umgebaut. So erfolgte die Ausrüstung mit einem Führerbremsventil und Luftleitungen für die Hardy-Bremse, um sie mit einem Beiwagen in die nach wie vor mit Dampf gezogenen Züge im Berufsverkehr zu integrieren. Üblicherweise liefen die Triebwagen auf der Karlsruher Seite und die Dampflokomotiven auf der Ettlinger Seite. Für die Verständigung zwischen dem Triebwagen- und dem Dampflokpersonal wurden bestimmte Regelungen getroffen, die auch nach Anlieferung der B.L.E.A.G. 15 und 16, die dann die Bespannung der Züge mit übernahmen, ihre Gültigkeit behielten.
Die Fahrzeuge waren bis zur Umstellung des elektrischen Betriebes auf Wechselspannung in Betrieb. Den Triebwagen wurde die elektrische Ausrüstung ausgebaut, und sie wurden vorerst als Beiwagen weiterverwendet, die bisherigen Beiwagen wurden verschrottet. Bei fünf ehemaligen Triebwagen gelang noch der Verkauf an Stern & Hafferl, wo sie um 1925 zu offenen Güterwagen umgebaut wurden. Auch bei diesen Wagen war noch der Zwischenrahmen für die direkte Federung vorhanden.

## Technik
Die Fahrzeuge waren zunächst als reine Straßenbahnwagen gebaut. Von solchen unterschieden sie sich lediglich durch eine andere Kupplung mit mittleren Puffer und einen für Eisenbahnfahrzeuge üblichen Radreifen. Die Karosserie von V. D. Zypen & Charlier in Holzbauweise war als Oberlichtkonstruktion gebaut worden. Sie konnte elektrisch beleuchtet und beheizt werden und brachte einen Fortschritt gegenüber den bisherigen Fahrzeugen der Albtalbah. Die beiden Plattformen der Wagen waren zunächst offen ausgeführt, 1902 wurden sie verglast. Das Laufgestell war mit der Karosserie doppelt abgefedert. Die Achsen waren im Laufgestell mit Schraubenfedern abgefedert, eine ebensolche bestand auch für die Abfederung des Untergestelles mit der Karosserie als indirekte Federung.
Das Bremsen der Fahrzeuge erfolgte wie bei Straßenbahnen elektrisch und mechanisch. Als die Triebwagen in den Zügen des Berufsverkehrs mit eingesetzt wurden, erhielten Trieb- und Beiwagen eine Leitung für die Hardy-Bremse, und die Triebwagen wurden mit einem Führerbremsventil für diese und einer elektrisch angetriebenen Vakuumpumpe ausgerüstet.
Die elektrische Ausrüstung der Fahrzeuge stammte von UEG und bestand aus Gleichstromtechnik, wo über die elektrische Spannung von der Fahrleitung über den Nockenfahrschalter auf den Plattformen mit der Widerstandssteuerung die elektrischen Fahrmotoren angetrieben wurden, die als Reihenschlussmaschinen ausgeführt waren. Ursprünglich wurden die Fahrzeuge mit Rollenstromabnehmer geliefert. Nach einigen Entgleisungen der Stromabnehmer, und besonders nach der Lieferung der beiden Elektrolokomotiven, wurde die Stromabnahme bei ihnen auch auf Lyrastromabnehmer umgeändert. Die Triebwagen erhielten für jede Fahrtrichtung einen Schleifbügel am jeweiligen Fahrzeugende.